# 伊江朝叙
伊江親方朝叙（いえうぇーかたちょうじょ、？ - 1745年7月9日）は、琉球王国の政治家、官僚。唐名は向和声（しょう　わせい）を名乗った。別名に、西平親方朝叙（にしひらうぇーかたちょうじょ）がある。
伊江朝敷の四男で、向氏伊江殿内と称される貴族家系の家祖。
1718年には尚敬王により、伊江は越来王子朝慶と共に徳川吉宗の将軍襲職を祝う慶賀使として江戸へ派遣（江戸上り）され、翌年帰沖した。
1720年から1745年にかけては、三司官を務めた。